# Cuphea ignea
Cuphea ignea, conocida con el nombre común de "cigar plant", "cigar flower", "firecracker plant", o "Mexican cigar", es una especie tropical de subarbusto perennifolio.

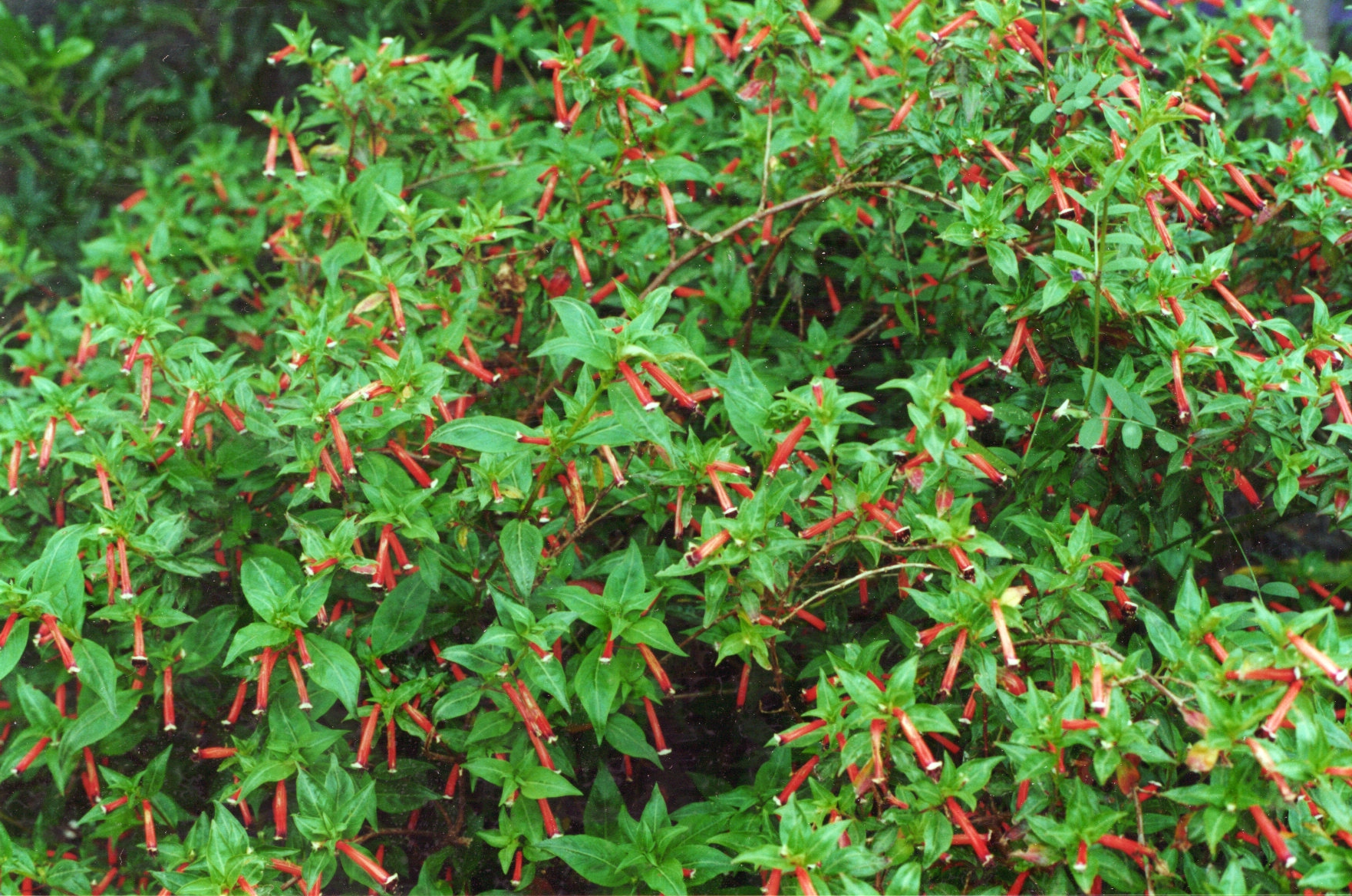
Follaje

## Descripción
Esta especie nativa de México y de las Indias Occidentales, produce flores tubulares pequeñas y rojas, brillantes de color naranja. Cada flor termina con un borde fino, blanco y dos pequeños pétalos de color púrpura- negro. Las flores se considera que se asemejan a un cigarro iluminado, de ahí el nombre común. Las hojas son pequeñas, elípticas y de un color verde brillante. Este arbusto crece tupido hasta unos 60 cm de altura.

## Etimología
El nombre de ignea proviene de la palabra latina para el fuego.

## Distribución
Se distribuye desde Estados Unidos por México, El Salvador y Venezuela.

## Sinonimia
- Cuphea platycentra Lem.
- Parsonsia ignea (A.DC.) Standl.
- Parsonsia platycentra (Lem.) Britton[5]

## Referencias

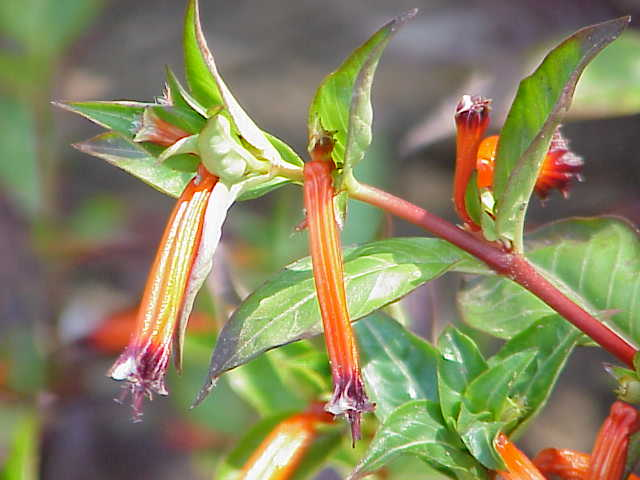
Flores de Cuphea ignea que se asemejan a un cigarro encendido